# Protaetia solorensis
Protaetia solorensis är en skalbaggsart som beskrevs av Wallace 1867. Protaetia solorensis ingår i släktet Protaetia och familjen Cetoniidae.

## Underarter
Arten delas in i följande underarter:
- P. s. sumbavana
- P. s. pseudoguttulata
- P. s. moana